# 娜迦毒蛇辣椒
娜迦毒蛇辣椒（Naga Viper pepper、Naga Viper chili pepper）是截至2011年2月為止全球最辣的辣椒，其史高維爾指標高達1,382,118，比上一個紀錄保持者永恆辣椒還要辣多30%。比較之下，墨西哥辣椒的辣度只為2500至8000個SHU。该辣椒由英國農夫Gerald Fowler培育。